# New Horizon (松本孝弘のアルバム)
『New Horizon』（ニュー・ホライズン）は、日本の音楽ユニットB'zのギタリストである松本孝弘の10作目のオリジナル・アルバム。
日本で国内盤を先行発売した後、アメリカ合衆国でUS盤をリリースした。

## 概要
ベスト的な内容の作品だった前作『Strings Of My Soul』以来、約2年ぶりのリリースとなるアルバム。しかしながら近年の松本の作品が、過去の自身の楽曲が中心の作品（『House Of Strings』『Strings Of My Soul』）、他アーティストとのコラボレーション作品（『TAKE YOUR PICK』）、カバー曲がメインの作品（『THE HIT PARADE』『Theatre Of Strings』）が続いていたことを考えると、松本単独での新作を網羅したアルバムは2002年に同時リリースしたアルバム『西辺来龍 DRAGON FROM THE WEST』『華』以来、約12年ぶりとなる。
本作には、リリース発表前からCMソングとして流されていたアルバムタイトル曲「New Horizon」や、2013年に敢行されたB'zのライブツアーで先行披露された「Rain」、2003年放送のアニメ主題歌として制作された楽曲のリアレンジバージョンである「BLACK JACK」のほか、ジャズ・スタンダードの「Take Five」、桑名正博の「月のあかり」、ガロの「学生街の喫茶店」のカバーなど、全12曲が収録されている。
購入特典として、付属の応募抽選カードを用いて応募すると、抽選で300名にアナログレコード盤がプレゼントされるというキャンペーンが行われた（2014年6月15日締切）。
アルバムの制作は2012年に開始され、レコーディングにはギブソン・ファイヤーバード、チェンバーボディのギブソン・レスポール、フェンダー・ストラトキャスターが使用された。ファイヤーバードの使用はギターテックからの提案によるもので、松本は「けっこう斬新だなと思って。ファイヤーバードの形が好きなんですよ」「（これまでのレスポールとの違いを聞かれ）ギターは木だから1本1本違うじゃないですか。でもこれはすごくバランスが良くて。大当たり。歪んだ音もいいしクリーンもいい。ネックもいいし。線も太いし」と語っている。
本作リリースから約2年後、次回作『enigma』リリース時のインタビューで松本は、『New Horizon』はファイヤーバードを使うことに執着していたために、音はいいのだがどの曲も同じトーンになってしまった、という反省点があると振り返っている。

## 記録
発売初週で1.8万枚の売上を記録し、2014年5月12日付オリコンウィークリーチャートでは初登場3位。TOP3入りしたのは、ラリー・カールトンとの共作アルバム『TAKE YOUR PICK』（2位）以来、3年11ヶ月ぶり。単独名義のインストゥルメンタルアルバムでは、『Wanna Go Home』（3位）以来、約22年ぶりとなる。
第29回日本ゴールドディスク大賞にてインストゥルメンタル・アルバム・オブ・ザ・イヤーを受賞。

## 収録曲
日本国内盤と米国盤とでは1曲目と2曲目が逆になっている。また、米国盤では日本語の曲名が英語の曲名に変更されており、「月のあかり」は「Light of the Moon」、「学生街の喫茶店」は「Once Upon a Love」と改題された。

### 日本国内盤
1. New Horizon(4:38)
  - アルバムタイトル曲で、佐川急便のCMソングとして書き下ろされた[11]。
2. Take 5(3:33)
  - ポール・デスモンドによる1959年のアルバム『タイム・アウト（英語版）』に収録されている、ジャズのスタンダード・ナンバー「テイク・ファイヴ」のカバー[11]。松本にとっては、1988年リリースのアルバム『Thousand Wave』でカバーして以来2度目のカバーとなる。
3. Feel like a woman tonite(3:52)
  - 女性シンガーのウェンディ・モートンをボーカルに迎えた楽曲[11]。
4. Rodeo Blues(3:14)
5. Island of peace(5:22)
  - ハワイをイメージした楽曲[12]。
  - 2017年にダニエル・ホーとの共同名義で発売されたアルバム『Electric Island, Acoustic Sea』には別アレンジで収録された[13]。
6. That's Cool(3:18)
7. Shattered Glass(4:56)
  - 本作付属のブックレットには、松本が制作のストーリーが掲載されている。
8. 月のあかり(5:25)
  - 桑名正博が1978年にリリースしたアルバム『テキーラ・ムーン』収録の、桑名の代表曲「月のあかり」のカバー。原曲はボーカルのある楽曲であるが、今回はギターによるインストゥルメンタルでのカバーとなる。
  - 元々松本は22〜23歳の頃、桑名のライブやレコーディングのサポートメンバーとして参加していたことがあり、桑名には世話になっていた。2012年に桑名が他界し、桑名への感謝や想いを込めてカバーすることにしたと松本は語っている[7]。
9. Reason to be...(4:00)
10. BLACK JACK(4:33)
  - 2003年12月22日に日本テレビ系列で放送されたアニメ『ブラック・ジャック2時間スペシャル 〜命をめぐる4つの奇跡〜』のテーマ曲として書き下ろされた楽曲「THE THEME OF B.J.」（2014年現在、未音源化）の新録バージョン[11]。2004年にオーケストラバージョン「BLACK JACK」が制作されており、今回で3バージョン目となる。
11. 学生街の喫茶店(3:58)
  - ガロが1972年にリリースした「学生街の喫茶店」のカバー。原曲はボーカルのある楽曲であるが、今回はギターによるインストゥルメンタルでのカバーとなる。松本はコード進行がシンプルなわりにはメロディがとっても変わっているので、インストゥルメンタルとしては非常に活きるかなと思ってはじめたんですよねと語っている[7]。
12. Rain(5:38)
  - 2013年のB'zのライブツアー「B'z LIVE-GYM Pleasure 2013 -ENDLESS SUMMER-」で先行披露された楽曲[14][11]。
  - 2017年にダニエル・ホーとの共同名義で発売されたアルバム『Electric Island, Acoustic Sea』には別アレンジで収録された[13]。

### 米国盤
1. Take 5
2. New Horizon
3. Feel like a woman tonite
4. Rodeo Blues
5. Island of peace
6. That's Cool
7. Shattered Glass
8. Light of the Moon
9. Reason to be...
10. Black Jack
11. Once Upon a Love
12. Rain

## タイアップ
- 佐川急便「プロのための、プロがいる。」篇、「緊急納品」篇、「海外・国内一貫物流」篇CMソング(#1)

## 参加ミュージシャン
- 松本孝弘：ギター、作曲(#1.3-7.9.10.12)、全曲編曲
- 寺地秀行：全曲編曲
- ポール・ブラウン：編曲(#3)
- DAX REYNOSA：作詞(#3)
- 下田逸郎：作詞(#8)
- 桑名正博：作曲(#8)
- 山上路夫：作詞(#11)
- ポール・デスモンド：作曲(#2)
- すぎやまこういち：作曲(#11)
- グレッグ・アダムス：トランペット(#1.3.4.6.10)
- リー・ソーンバーグ：トロンボーン(#1.3.4.6.10)
- グレッグ・ベイル：テナーサックス(#1.6)、フルート(#2.7)、フルート・サックス(#3)、サックス(#1.4.6)
- 小野塚晃：エレクトリックピアノ(#1.4.6)、ウーリッツァー(#10.11)、ピアノ(#5.7.8.12)、オルガン(#9.12)
- ルー・レイン：ギター・ドラム・キーボード(#3)
- トラヴィス・カールトン：ベース(#1.6.9-11)
- デヴィット・イノス：ウッド・ベース(#2.4.5.7.8)
- ブライアント・シオノ：ベース(#3)
- バリー・スパークス：ベース(#12)
- ジョン・フェラーロ：ドラム(#1.2.4-11)
- シェーン・ガラース：ドラム(#12)
- レニー・カストロ：パーカッション(#2)
- 石川寛子&Lime Ladies Orchestra：ヴァイオリン(#5.7.8)
- ウェンディ・モートン：ボーカル(#3)